# Vincenzo Abbati

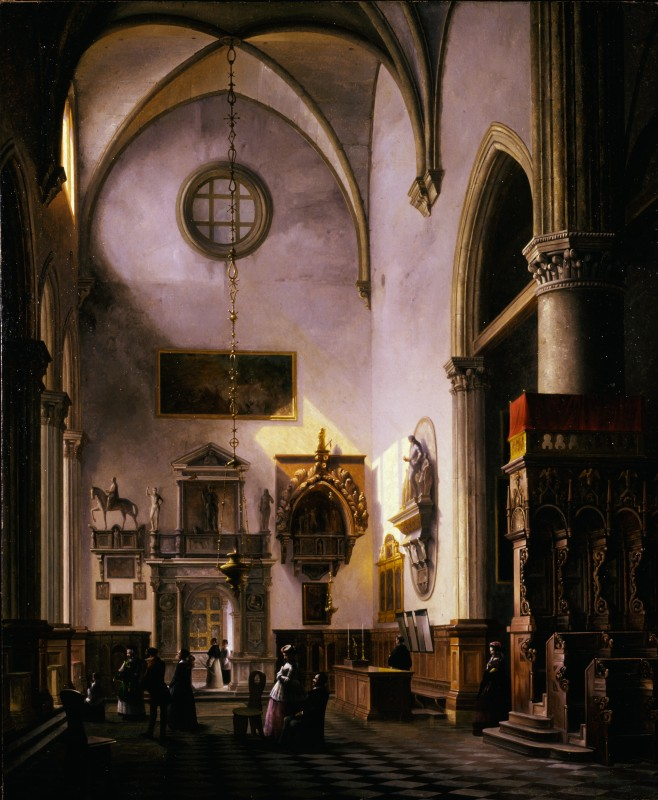
Vedere a monumentului funerar al (cardinalului) Paolo Savelli, în biserica "Sf. Maria cea Slăvită din Frari", din Veneția, 1857 (Colecții de artă ale "Fondazione Cariplo")

Vincenzo Abbati (n. 1803, Napoli, Regatul Neapolelui – d. 1866, Napoli, Italia) a fost un pictor italian. 

## Biografie

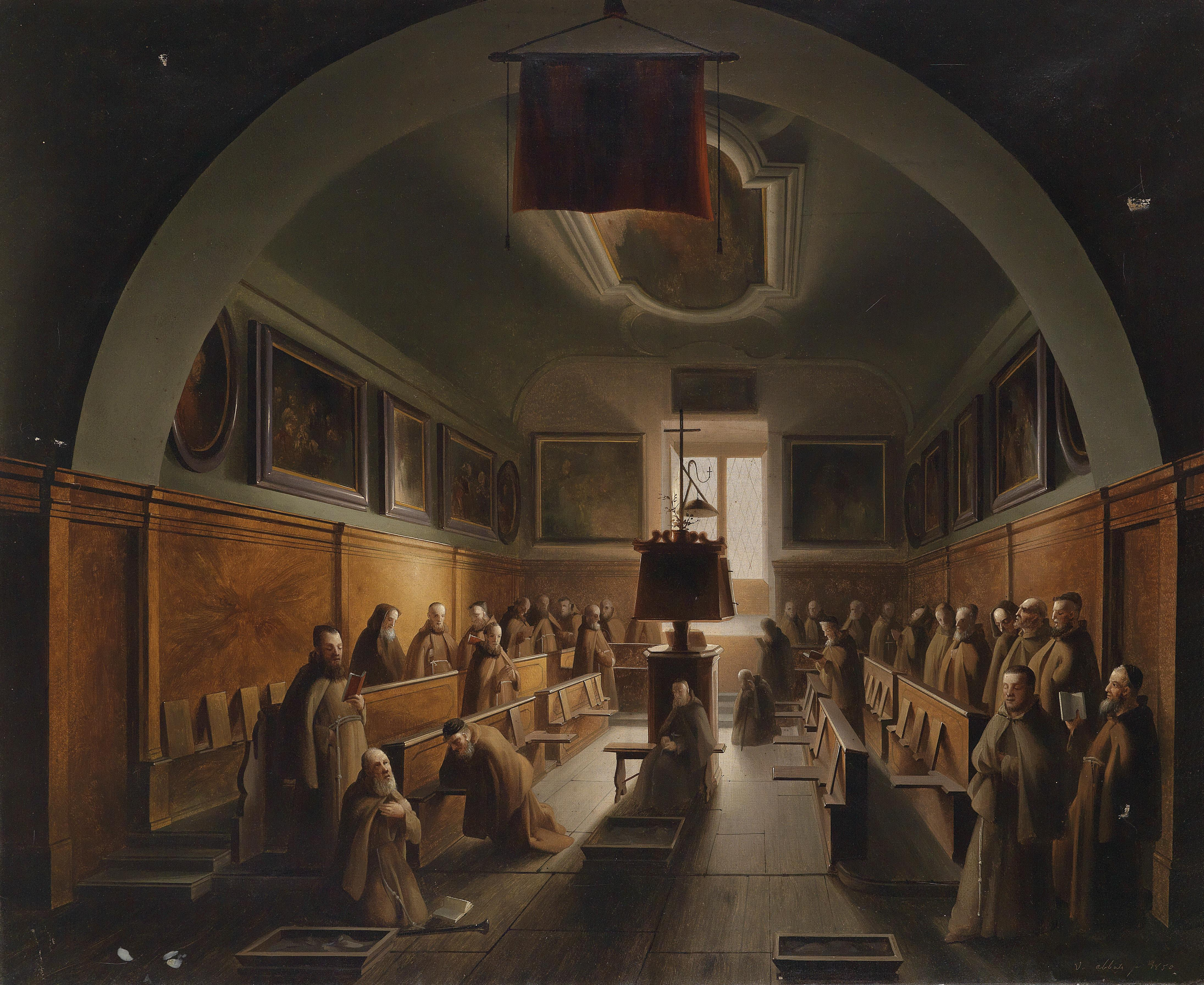
Călugării cartuzieni din Padova

Abbati s-a născut ca fiu al unui ofițer francez din armata lui Napoleon staționat la Napoli.  După ce a urmat cursurile școlii de decoruri de pe lângă Teatrul San Carlo din Napoli, Abbati s-a înscris la Institutul Regal de Arte Frumoase din 1822 sub îndruamrea lui Giuseppe Cammarano  și a rămas acolo până în 1826, anul debutului său în prima expoziție Bourbon.  Apoi a devenit pictor al curții Carolinei, mai bine cunoscută sub numele de ducesa du Berry, fiica lui Francesco I , și s-a mutat în anturajul său din Florența în 1842, Graz (Austria) în 1844, iar în final în Veneția, unde a participat la expoziția anuală a Academiei de Arte Plastice.  După ce s-a întors la Napoli în 1856 cu fiul său Giuseppe, care era și el pictor, s-a stabilit permanent acolo din 1859. Studiile recente sugerează că data morții sale, despre care se spune că ar fi 1866, ar putea fi, de fapt, în jurul anului 1874, moment în care se pare că a fost implicat într-un proces de datorii. 

## Alte proiecte
Materiale media legate de Vincenzo Abbati la Wikimedia Commons